# Herb Boguszowa-Gorców

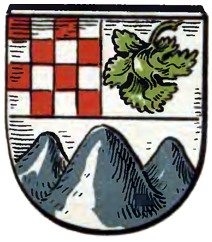
Herb Gottesbergu z 1898 roku, autorstwa Otto Huppa

Herb Boguszowa-Gorc – jeden z symboli miasta Boguszów-Gorce w postaci herbu.
Herb jest wariantem historycznego herbu miasta Boguszowa (Gottesberg).

## Wygląd i symbolika
Herb przedstawia trójdzielną tarczę herbową. W polu górnym prawym (heraldycznie) znajduje się czerwono-biała (srebrna) szachownica podzielona na cztery rzędy. Pole wypukłe oznaczone jest barwą czerwoną, pole wklęsłe – barwą białą (srebrną). W polu górnym lewym umieszczony jest zielony liść chmielu na żółtym (złotym) tle. W polu dolnym czerwonym umieszczone są trzy niebieskie szczyty znajdujące się w mieście – najwyższy, środkowy – Chełmiec oraz  Mniszek (po prawej stronie) i   Dzikowiec (po lewej stronie).